# 아인애비뉴(미추홀포레나)

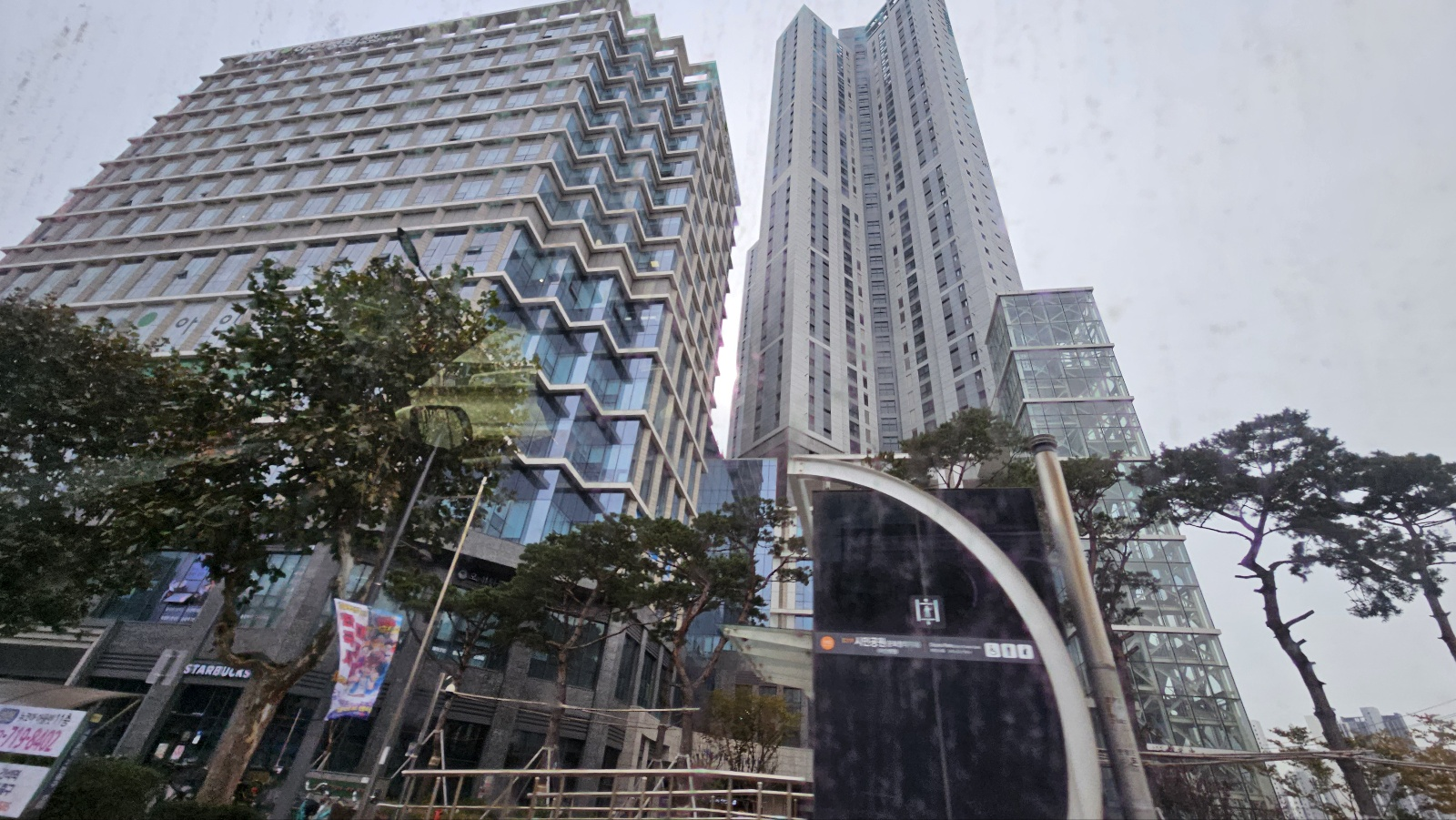
미추홀포레나(아인애비뉴), 경인로 372

아인애비뉴(미추홀포레나)는 인천광역시 미추홀구 주안동에 위치한 주상복합 건물이다. 아인애비뉴와 의료단지 아인병원이 한 건물에 모두 입주해있는 의료복합타운으로 지어졌으며, 한화건설 시공으로 만들어진 지하 8층, 지상 42~44층 건물이다.

## 설명
아인애비뉴(미추홀포레나)의 위치는 인천광역시 미추홀구 경인로 372이며, 시민공원역에 인근해 있으며, 건물명은 미추홀포레나, 포레나 인천미추홀, 인천미추홀포레나, 아인애비뉴 등으로 불린다. 기존 인천 (구)서울여성병원이 기존 병원을 정리/이전 한 뒤 아인병원으로 변경되어 입주되어 있다.
- 2022년 3월 29일 사업지 선정
- 2022년 8월 31일 아파트 입주 시작
- 2022년 9월 30일 아인애비뉴 입점
- 2022년 11월 14일 아인여성병원(아인병원) 개원
- 2023년 1월 20일 CGV인천시민공원 지점이 영업 시작

미추홀대로, 경인로에 인접해있으며, 주안2,4동 재개발로 새롭게 만들어진 건축물로 상권지 역할과 함께 대형병원 역할을 하는 건물로 알려져 있다. 연면적 84,569㎡, 용적률은 779%, 건폐율은 69%이다.

## 사진

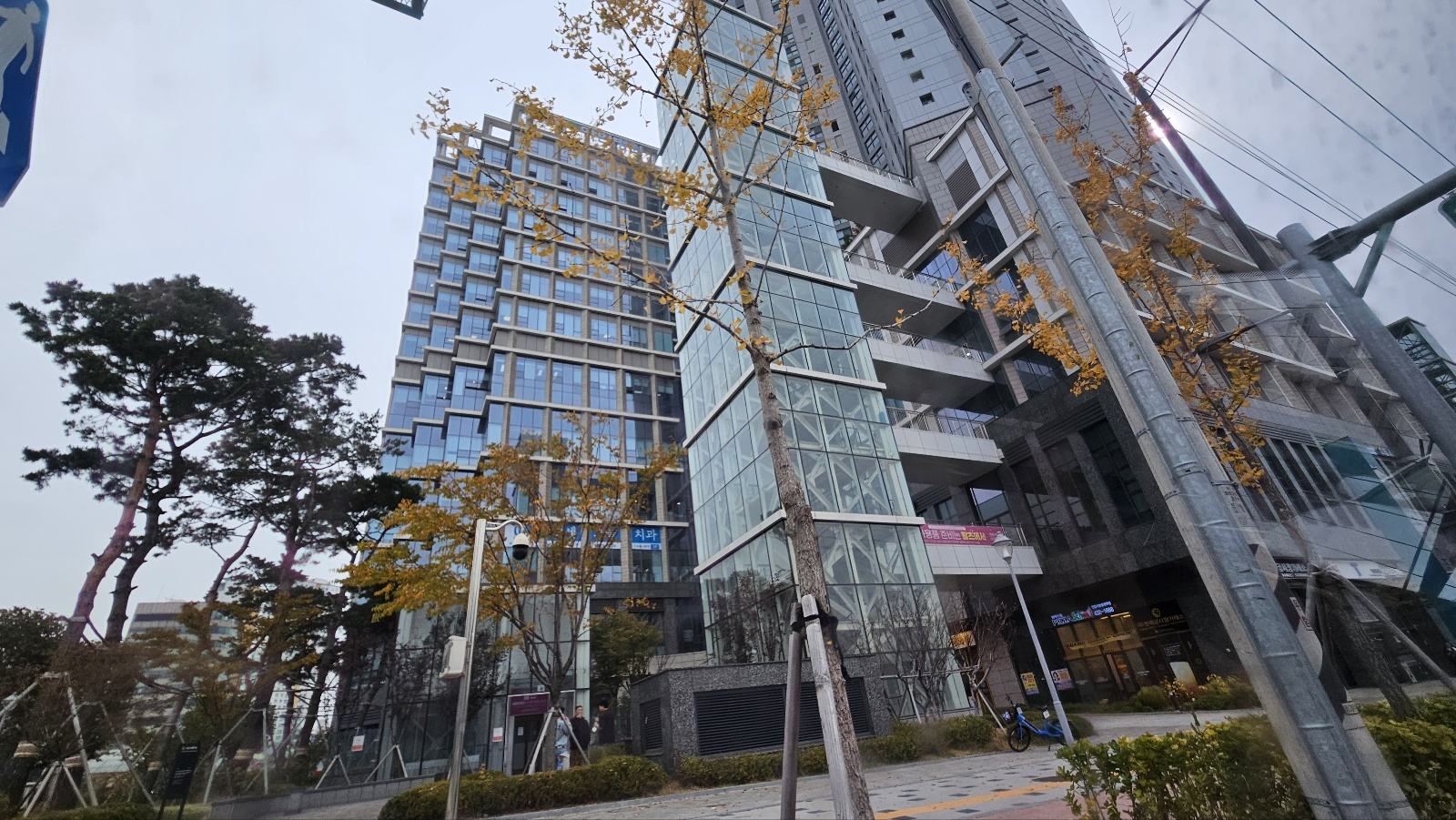
인천미추홀포레나(아인병원, 시민공원역)
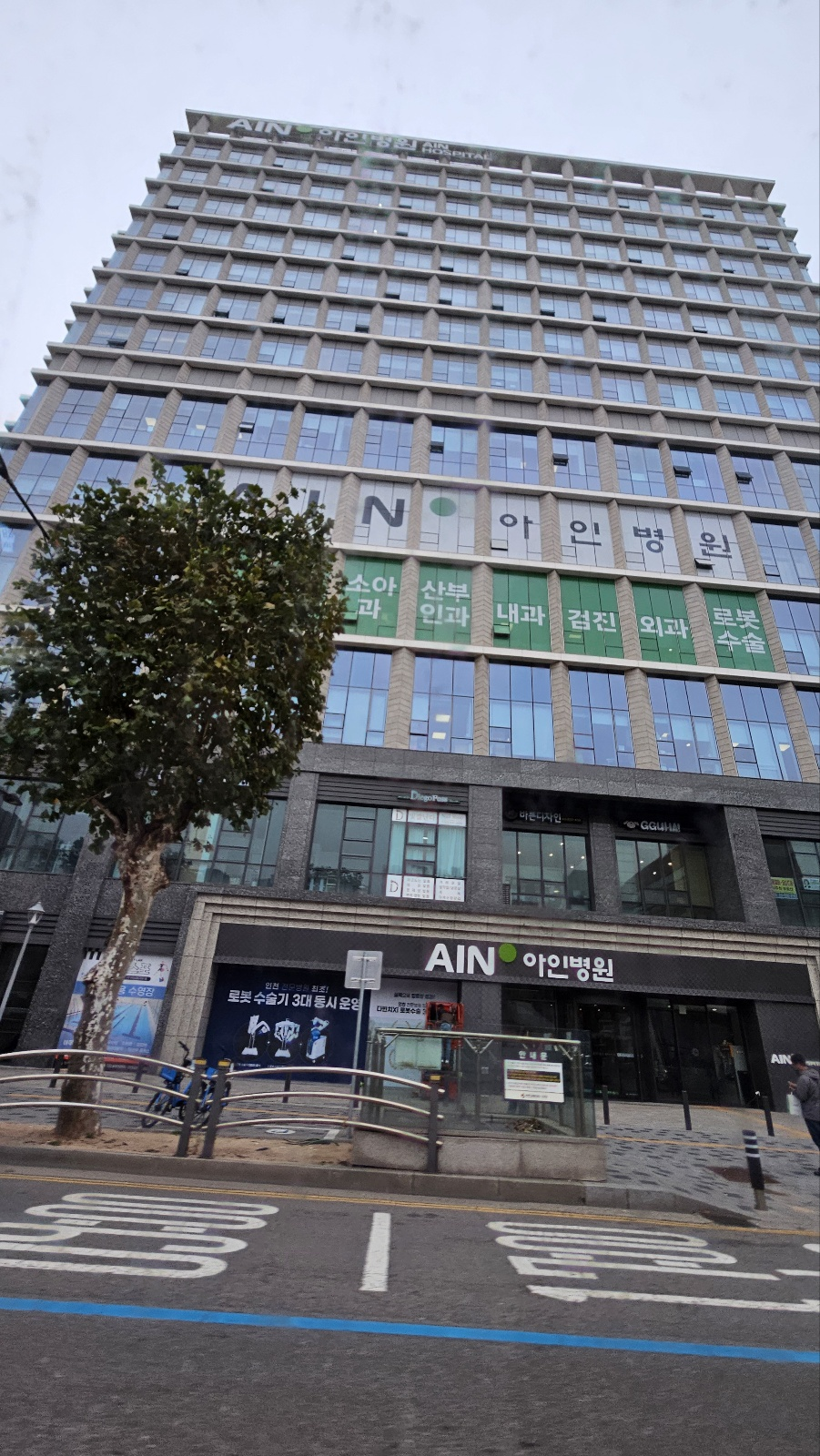
인천미추홀포레나(아인병원, 시민공원역)
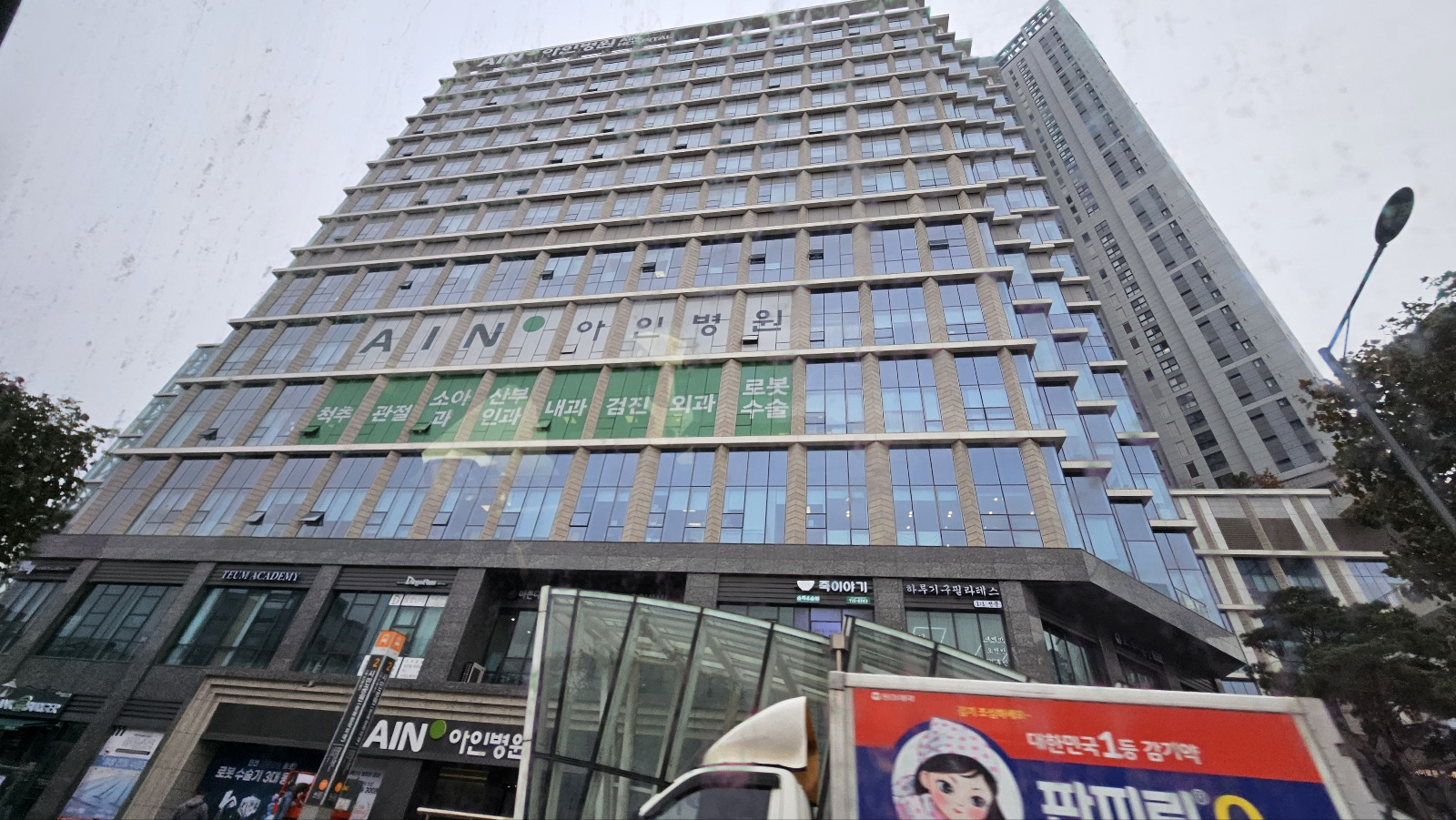
인천미추홀포레나(아인병원, 시민공원역)